# 舍舒韋斯湖
舍舒韋斯湖是立陶宛的河流，屬於尤拉河的支流，位於該國西部，河道全長115公里，流域面積1,916平方公里，發源自拉塞尼艾西北12公里，最終注入波羅的海。
55°13′05″N 22°15′13″E / 55.21806°N 22.25361°E